# Jean Davallon
Jean Davallon est un sociologue français, professeur émérite du département des Sciences de l'information et de la communication de l'université d'Avignon et des Pays de Vaucluse (UAPV), et ayant travaillé à l'EHESS, au CNRS et à l'université d'Aix-Marseille.
Il  a pris la co-direction à l’université d'Avignon et des Pays de Vaucluse, du Programme international de doctorat muséologie, médiation, patrimoine (programme conjoint de l'université d'Avignon et des Pays de Vaucluse et de l'université du Québec à Montréal à Montréal).
Il est spécialiste des questions de médiation culturelle et de patrimoine et a participé, en cela, à de nombreuses publications sur le thème de la communication au sein des musées notamment.

## Biographie
Jean Davallon a fait son doctorat de 3e cycle sur Le sujet de la publicité : analyse des rapports entre texte et image dans l'annonce publicitaire, sous la direction de Roland Barthes (1978), puis réalisa un doctorat d'État ès lettres et sciences humaines sur L'image médiatisée : de l'approche sémiotique des images à l'archéologie de l'image comme production symbolique à l'École des hautes études en sciences sociales sous la direction de Louis Marin (soutenue en 1991).
Il fut professeur de sociologie à l'université Jean-Monnet-Saint-Étienne à Saint-Étienne de 1991 à 2000 où il a créé et dirigé le DEA et la formation doctorale de muséologie et médiation culturelle : Publics, technologies, institutions, ainsi que le Centre d'étude et de recherche sur les expositions et les musées (CEREM).
Il est le cofondateur et co-rédacteur en chef (avec Hana Gottesdiener - également rattaché à l'université d'Avignon et des Pays de Vaucluse) de la revue internationale de muséologie à comité de lecture Publics & Musées, devenue depuis 2002 Culture & Musées (éditée par Actes Sud).
Jean Davallon a été membre du comité de lecture de nombreuses revues tel que la revue Hermès, Questions de communication, Studies in Communication Sciences.
Il a dirigé la publication de nombreux ouvrages de muséologie tel que Claquemurer, pour ainsi dire, tout l’univers : La mise en exposition (Centre Georges Pompidou), et publié, entre autres, L’Environnement entre au musée (avec G. Grandmont et B. Schiele), L’Exposition à l’œuvre, ainsi que de nombreux articles sur les images, les expositions et les musées dans des ouvrages collectifs, des revues ou dans des actes de colloques scientifiques.
Actuellement[Quand ?], il participe ou dirige plusieurs programmes de recherche sur la muséologie des sciences et techniques pour le ministère de la Culture (direction des Musées de France, Réunion des musées nationaux, mission du Patrimoine ethnologique de la direction du Patrimoine), le ministère de l’Enseignement supérieur et de la Recherche, la mission interministérielle des Grands Travaux ou diverses institutions muséales. Il coordonne aujourd’hui un programme de recherche sur les « Traces d’usage et médiations éditoriales dans les grands corpus du Web » financé par l’Agence nationale de la recherche (ANR).
Il est un membre actif du Conseil international des musées (ICOM).

## Domaine de recherche
Jean Davallon s’intéresse au musée comme système de communication. Il le renomme - pour moins de confusion - Institution muséale. Dans la lignée de chercheurs tel que Duncan F. Cameron ou encore Marshall McLuhan, Jean Davallon établit les rapports entre les objets, le musée et ses publics soit un rapport entre l’émetteur, l’objet et le récepteur.
Allant plus loin que l’idée d’un simple système de communication, Jean Davallon pense le musée comme un média. Il n’utilise pas la définition traditionnelle du média soit : « une technologie de diffusion d’information, dans le but de communication d’information, développée économiquement dans des structures industrielles »  mais considère plutôt le média comme un lien, comme un facteur « d’opérativité sociale ». Ainsi le musée ne doit plus être considéré comme une machine de présentation et communication de ses collections, ses artefacts ou ses real-things. Jean Davallon le pense comme un lieu et un dispositif social, un espace de rencontre (objet-visiteur-exposition), un média reliant les acteurs à des situations.
Pour Jean Davallon, le musée va donc constituer un espace social. Cet espace social est un média, différent des médias traditionnels (TV, Livre, Cinéma, Radio…), qui produit un discours mais aussi un lien social qui lui est propre. Dans cette optique relationnelle, le Musée-Média va retenir les différentes interactions ou expériences qu’il a eu pour les utiliser afin de créer un véritable espace social. Enfin une fois qu’un espace est déterminé il devient alors un enjeu de pouvoir et d’orientation.

### Muséologie de point de vue et dispositif
Le statut de l'objet muséalisé est donc bousculé si on suit cette logique du musée comme lieu d'action et d'interaction. La communication qui entoure ce même objet est, elle aussi, sujette à des changements. L’objet devient prétexte, il devient un moyen de communiquer plus qu'une finalité en soi.
La pensée de Jean Davallon participe à une troisième phase de la muséologie. La première phase était centrée sur l’objet, la seconde sur l’idée et le savoir (muséologie plus didactique et pédagogique) et la troisième, enfin, est cette muséologie de point de vue. C’est de celle-ci que se réclame Jean Davallon, une muséologie pensée et centrée sur le visiteur.
Les objets, les matériaux, les œuvres présents dans les expositions constituent désormais des environnements dans lesquels les visiteurs évoluent avec différents points de vue. On intègre désormais le visiteur à la scénographie, à la muséographie dans une relation d'immersion et de prise de position face aux discours et aux objets.
En effet, l’exposition et le musée devenus « matrices communicationnelles » intègrent désormais la relation du visiteur à l’institution muséale, à son environnement social et à ses propres savoirs, ses propres apports. En ressort une muséologie de la rupture et de la rencontre, axée sur la communication et l’expérience. Jacques Hainard a mis en place quelque chose de similaire à Neuchâtel, avec ses objets prétextes, où il invite les visiteurs à interagir directement avec les objets.
D’un point de vue plus pratique et plus muséographique, Jean Davallon s’intéresse au concept de dispositif à travers la communication, l’art et les expositions. Pour lui, la publicité et les expositions sont des « dispositifs résultants d'un agencement de choses dans un espace ». Dans ce sens les expositions peuvent alors être considérées comme un double dispositif. Premièrement, elles rassemblent des objets sur lesquels il y a un discours. Puis, elles ont lieu dans un musée avec une structure spécifique et institutionnelle, qui agit sur le comportement des individus (déambulation, silence, distance ou non avec les objets).

### Approche communicationnelle de l'objet et du patrimoine
« À mon sens, l’erreur la plus communément faite à propos du patrimoine est de croire que le passé représenté par l’objet se limite à des faits historiques. Si l’objet nous touche, c’est parce qu'il nous relie à un monde d’origine qui est un monde social (...) le monde des hommes qui l’ont produit, utilisé, codifié, embelli ; voire au contraire saccagé ou détruit ». Jean Davallon dans Le Don du patrimoine : Une approche communicationnelle de la patrimonialisation
Pour Davallon, l'objet patrimonial, artistique, possède des vertus communicationnelle (à l'instar du musée) et induit un dialogue avec le spectateur ou le visiteur. Cependant l'objet ne naît pas forcément communiquant il est le résultat d'un processus.
Pour explorer ce processus et la dimension communicationnelle de l'objet patrimonial, Jean Davallon, dans Le Don du patrimoine : Une approche communicationnelle de la patrimonialisation organise l'étude de l'objet patrimonial en cinq chapitres :
- Chapitre I : Sous la mise en valeur, la part symbolique du patrimoine ?

Jean Davallon explore ici les différentes manières de communiquer le patrimoine en préservant sa dimension symbolique. Trois opérations sont nécessaires : La mise en communication, la mise en exposition et la mise en exploitation de l'objet patrimonial.
- Chapitre II : La valeur d’ancienneté, indice du temps ?

Jean Davallon s'interroge ici sur les valeurs de l'objet patrimonial. La valeur historique (largement acceptée), la valeur d'ancienneté (plus débattue) mais aussi la valeur d’art ancienne, la valeur d’art relative, la valeur de remémoration intentionnelle, la valeur d’usage pratique, la valeur artistique de nouveauté.
Toutes ces valeurs inhérentes aux objets patrimoniaux impliquent une réflexion primordiale sur le rapport au temps de l'objet. C'est une fois que ce rapport au temps est défini (ainsi que la valeur correspondant à l'objet) que l'on peut dessiner une communication autour de l'objet.
Cette communication permet par la suite « d’expliquer la différence entre mémoire et patrimoine. La mémoire prend alors son origine dans la volonté d’affirmer qu’il faut qu’on se souvienne et le patrimoine, dans l’intérêt des hommes du présent pour les réalisations des hommes du passé »
- Chapitre III : La transmission patrimoniale : une filiation inversée.

En reprenant l'expression filiation inversée de Jean Pouillon, Jean Davallon explique la notion de transmission patrimoniale. Il ne faut plus penser la transmission patrimoniale comme linéaire (du passé vers le présent) mais bien comme quelque chose de construit dans le présent avec des liens multiples.
Pour Jean Davallon il faut considérer « que le passé n’existe que comme construit dans le présent puisque nous mettons tout en œuvre pour reconstruire un rapport au passé à partir du présent ».
- Chapitre IV : L’institution du patrimoine : l’obligation de garder.

Jean Davallon y décrit les formes des gestes de patrimonialisation. Comme l'exposition, la communication, l'obligation de conserver vis-à-vis de la filiation inversée, et toutes autres sortes de processus d'acceptation d'un objet patrimonial.
- Chapitre V : Le fonctionnement symbolique : la logique du don.

En écartant volontairement l'échange marchand, qui biaise automatiquement l'obligation de conservation, Jean Davallon interroge les liens entre obligation de garder et filiation inversée. En cela l'auteur explique que « c’est à partir des valeurs et des réalités du présent que nous avons le devoir de faire ressurgir le don des ancêtres en privilégiant une médiation qui corresponde à leur grandeur et à notre culture ».
Pour Jean Davallon donc, l'objet diffuse et transmet bien plus qu'un simple savoir (muséologie de l'idée) ou une simple esthétique ou histoire esthétique (muséologie de l'objet). L'objet comme le musée communique des valeurs, des discours et c'est bien sur la manière d'orchestrer ce type de pouvoirs de communication, inhérent aux objets et aux lieux, que sa muséologie se porte.

## Publications

### Ouvrages
- Le Don du patrimoine : Une approche communicationnelle de la patrimonialisation, Paris : Hermès Sciences-Lavoisier (Coll. « Communication, médiation et construits sociaux »), 2006.
- J. Davallon, H. Gottesdiener, J. Le Marec, Les Premiers Cédéroms de musée, Dijon : OCIM, 2000.
- L’Exposition à l’œuvre : Stratégies de communication et médiation symbolique, Paris, L’Harmattan, 1999.
- D. Brochu, J. Davallon et al., Les Musées face à l’édition multimédia, Dijon : OCIM, 1999.
- D. Uzzell, J. Davallon, P. Fontes, H. Gottesdiener, B. Jensen, J. Koefed, G. Urhenholdt, C. Vognsen, Children as Catalysts of Environmental Change, Lisbonne, Institut portugais pour la Promotion de l’environnement, 1997 (Traduction portugaise : As crianças como Agentes de Mudança Ambiental, Lisbonne : Campos das Lettras, 1998).
- Sous la dir. de J.-P. Bravard, A.-M. Laurent, J. Davallon, J. Bethemont, Les Paysages de l’eau aux portes de la ville : Mise en valeur écologique et intégration sociale, Sixièmes Entretiens du Centre Jacques Cartier, 8, 9 et 10 décembre 1993. Lyon : PPSH (coll. « Chemins de la recherche », 29), 1995.
- Sous la dir. de J. Davallon, Ph. Dujardin, G. Sabatier, Politique de la mémoire : La commémoration de la Révolution française, Lyon : Presses universitaires de Lyon, 1993.
- J. Davallon, G. Grandmont, B. Schiele, L’Environnement entre au musée, Lyon : Presses universitaires de Lyon (coll « Muséologies ») / Québec : Musée de la civilisation à Québec, 1992 (Traduction anglaise : The Rise of Environmentalism in Museums, Québec : Musée de la civilisation à Québec).

### Direction de numéros thématiques de revue
- 1992 : Regards sur l’évolution des musées, numéro 2 de Publics & Musées, Revue internationale de Muséologie, 2e semestre 1992.
- 2003 : Nouveaux regards sur le patrimoine, numéro 1 de Culture & Musées, 1er semestre Arles : Actes sud[9].

### Articles

#### 1992
- Le musée est-il vraiment un média ?[10]

#### 2001
- Confusions et distinctions : Yves Jeanneret Y a-t-il (vraiment) des technologies de l'information ? [11]

#### 2003
- Editorial de Culture & Musées[12]
- Pourquoi considérer l'exposition comme un média ?[13]

#### 2004
- Objet concret, objet scientifique, objet de recherche[14]
- La fausse évidence du lien hypertexte[15]

#### 2008
- Le patrimoine comme référence ?[16]

#### 2010
- L’écriture de l’exposition : expographie, muséographie, scénographie[17]

#### 2022
- Traduire un processus social en patrimoine immatériel[18]